# Drengerøv
Drengerøv er et udtryk som som stammer fra 1950-erne, og var oprindeligt en nedsættende betegnelse for en person af hankøn eller en dreng. For eksempel: "Skrid hjem til mor, din drengerøv", kunne en gruppe halvvoksne knægte råbe ad en 12-årig, som forsøgte at hægte sig på.
I dag er udtrykker mest brugt som betegnelse for en ung mand, som nogen vil sige opfører sig umodent, men som måske bedre beskrives som stereotypen af en mand tidligst i tyverne. En drengerøv vil ofte have interesser, som han går op i, og som kvinder i samme alder vil kalde typisk drenget, så som at gå ofte til fester, hænge ud med vennerne, havde interesser i biler, musik og teknik og i det hele taget være en smule umoden. Selvom det iblandt den ældre generation stadig er et nedladende udtryk, begynder det i dagens Danmark at betegne et ideal, eftersom de førnævnte interesser beskriver, hvad mange mænd i den alder går op i, og flere kvinder forventer at en mand i den alder foretager sig. "Drengerøv" er derved efterhånden blevet en positiv beskrivelse.
Den negative side af samme beskrivelse, betegnes som en Brian.
Rapgruppen Rent Mel har lavet et track kaldt Drengerøv, hvor de netop beskriver deres liv med fester og lignende.